# Marthe Jordán
Marthe Jordán, z domu Lavallé (ur. 7 lipca 1881 w Sewilli, zm. 7 lipca 1959 r. w Budapeszcie) – francuska alpinistka i taterniczka, żona wybitnego węgierskiego taternika Károlya Jordána.
Marthe Jordán była Francuzką zamieszkałą w Genewie. Podczas pobytu w tymże mieście aktywnie wspinała się w Alpach, m.in. w masywie Mont Blanc. W latach 1899–1900 wspinała się w Tatrach, jej tatrzańskim partnerem wspinaczkowym był późniejszy mąż Károly Jordán. Wraz z nim dokonała kilkunastu pierwszych wejść turystycznych na szczyty w Tatrach Wysokich. Jej największym tatrzańskim osiągnięciem było pierwsze turystyczne zdobycie Żłobistego Szczytu (wraz z Károlyem Jordánem), a dokonali tego 29 lipca 1899 r. Na pamiątkę tego wyczynu Żłobisty Szczyt został nazwany jej imieniem w nazewnictwie niemieckim i węgierskim (Martaspitze, Márta-csúcs).